# Crataegus sheila-phippsiae
Crataegus sheila-phippsiae — вид квіткових рослин із родини трояндових (Rosaceae).

## Біоморфологічна характеристика
Це кущ 15–50 дм заввишки. Молоді гілочки зелені, голі, 1-річні блискучі, коричневі, старші сірі; колючки на гілочках прямі або злегка вигнуті, 1-річні блискучі, темно-чорнувато-коричневі, старші темно-сірі, від помірно тонких до міцних, 2–6 см. Листки: ніжки листків 28–40% від довжини пластин, запушені, від рідко до густо залозисті; пластини зелені зрілими, ± ромбічні, (2)3.5–5(6) см (2.5–5 см під час цвітіння), основа клиноподібна, часток по 2–4 з боків, верхівки часток гострі, краї пилчасті, верхівка загострена, поверхня гола, в пазухах і частинах магістральних жилок волосиста, верх шершавий. Суцвіття 3–18-квіткові. Квітки 14–20 мм у діаметрі; чашолистки трикутні; тичинок 18–20; пиляки від білих до блідо-рожевих, іноді середньо-рожеві чи червоно-брунатні. Яблука блискучі оранжево-червоні чи малиново-червоні ранні, стають яскраво-червоними або темно-бордовими, майже кулясті, 10–12 мм у діаметрі, голі. Період цвітіння травень і червень; період плодоношення: серпень — жовтень.

## Ареал
Ендемік південного заходу Канади (Британська Колумбія, Саскачеван).
Населяє чагарники; росте на висотах 300–1000 метрів.

## Підвиди
Розрізняють дві підгрупи:
- Crataegus sheila-phippsiae var. sheila-phippsiae — Британська Колумбія — деревоподібний кущ 30–50 дм, пиляки від білого до ніжно-рожевого кольору; колючки на гілочках 2–4 см; листові пластинки 4–6 см, яблука бордові, іноді темніші.
- Crataegus sheila-phippsiae var. saskatchewanensis J.B.Phipps & R.O'Kennon — Саскачеван — кущ 15–30 дм, пиляки від білого до кремового; колючки на гілочках 3–6 см; листові пластинки 2–4(5) см, яблука від оранжево-червоних до яскраво-червоних.